# اروینگ والاس
اروینگ والاس (انگلیسی: Irving Wallace؛ ۱۹ مارس ۱۹۱۶ – ۲۹ ژوئن ۱۹۹۰) یک نویسنده، و فیلم‌نامه‌نویس اهل ایالات متحده آمریکا بود.